# Стенсен, Стен
Стен Стенсен (норв.  Sten Einar Stensen ) (18 декабря 1947, Драммен) — норвежский конькобежец, Олимпийский чемпион, чемпион мира и Европы, рекордсмен мира.
В 1973 и 1974 годах Стен Стенсен становился чемпионом Норвегии в конькобежном многоборье.
В 1973 и 1976 годах Стен Стенсен занимал вторые места на чемпионате мира в конькобежном многоборье.
В 1974 году Стен Стенсен завоевал звание чемпиона мира в конькобежном многоборье.
В 1975 году Стен Стенсен завоевал звание чемпиона Европы в конькобежном многоборье, а в 1976 и 1978 году он был вторым.
На чемпионатах мира и Европы Стенсен выиграл двенадцать золотых медалей на отдельных дистанциях и двадцать пять раз был призёром.
На Зимних Олимпийских играх 1972 года в Саппорое Стенсен завоевал бронзовые медали на дистанциях 5000 и 10000 метров.
На Зимних Олимпийских играх 1976 года в Инсбруке Стенсен стал Олимпийским чемпионом на дистанции 5000 метров. Стенсен был также фаворитом и в беге на 10000 метров, так как в это время он был обладателем мирового рекорда на этой дистанции. Однако Стенсен завоевал лишь серебряную медаль, уступив золото голландцу Питу Кляйне.
В 1976 году Стен Стенсен дважды улучшал мировой рекорд на дистанции 10000 метров.
После окончания карьеры конькобежца, Стен Стенсен работал спортивным комментатором на норвежском радио.

## Мировые рекорды
Стен Стенсен установил два мировых рекорда.
- 10000 метров — 14:50,31 (25 января 1976 года, Осло)
- 10000 метров — 14:38,08 (21 марта 1976 года, Медео)

## Лучшие результаты
Лучшие результаты Стена Стенсена на отдельных дистанциях:
- 500 метров — 39,03 (19 марта 1977 года, Медео)
- 1000 метров — 1:23,44 (7 января 1973 года, Конгсберг)
- 1500 метров — 1:58,72 (21 марта 1976 года, Медео)
- 3000 метров — 4:13,60 (17 декабря 1977 года, Хамар)
- 5000 метров — 7:05,04 (19 марта 1977 года, Медео)
- 10000 метров — 14:38,08 (21 марта 1976 года, Медео)
- Многоборье — 165,316 (20 марта 1977 года, Медео)